# Essunga (gemeente)
Essunga is een Zweedse gemeente in Västergötland. De gemeente behoort tot de provincie Västra Götalands län. Ze heeft een totale oppervlakte van 237,1 km² en telde 5750 inwoners in 2004.

## Plaatsen
- Nossebro
- Främmestad
- Jonslund
- Essunga kyrkby
- Essunga (plaats)
- Fåglum
- Bärebergs kyrkby
- Lekåsa
- Bäreberg